# Ophioglossum regulare
Ophioglossum regulare là một loài dương xỉ trong họ Ophioglossaceae. Loài này được Schltdl. C. Chr. mô tả khoa học đầu tiên năm 1906.